# 迪克·萨金特
迪克·萨金特（英語：Dick Sargeant，1936年3月17日—），澳大利亚男子帆船运动员。他曾代表澳大利亚参加1964年和1968年夏季奥林匹克运动会帆船比赛，其中1964年奥运会获得一枚金牌。